# Großsteingrab Onsved Marker 2
Das Großsteingrab Onsved Marker 2 war eine megalithische Grabanlage der jungsteinzeitlichen Nordgruppe der Trichterbecherkultur im Kirchspiel Skuldelev in der dänischen Kommune Frederikssund. Es wurde um 1844 zerstört.

## Lage
Das Grab lag östlich von Onsved beim Hof Brodal. In der näheren Umgebung gibt bzw. gab es mehrere weitere megalithische Grabanlagen.

## Forschungsgeschichte
Um 1844 wurde das Grab abgetragen. Im Jahr 1873 führten Mitarbeiter des Dänischen Nationalmuseums eine Dokumentation der Fundstelle durch. Zu dieser Zeit waren keine baulichen Überreste mehr auszumachen.

## Beschreibung
Die Anlage besaß vermutlich eine Hügelschüttung, über die aber keine Angaben vorliegen. Die Grabkammer ist als Urdolmen anzusprechen. Sie bestand aus vier Wandsteinen. Der Deckstein fehlte 1844 bereits.